# Esther Herlitz

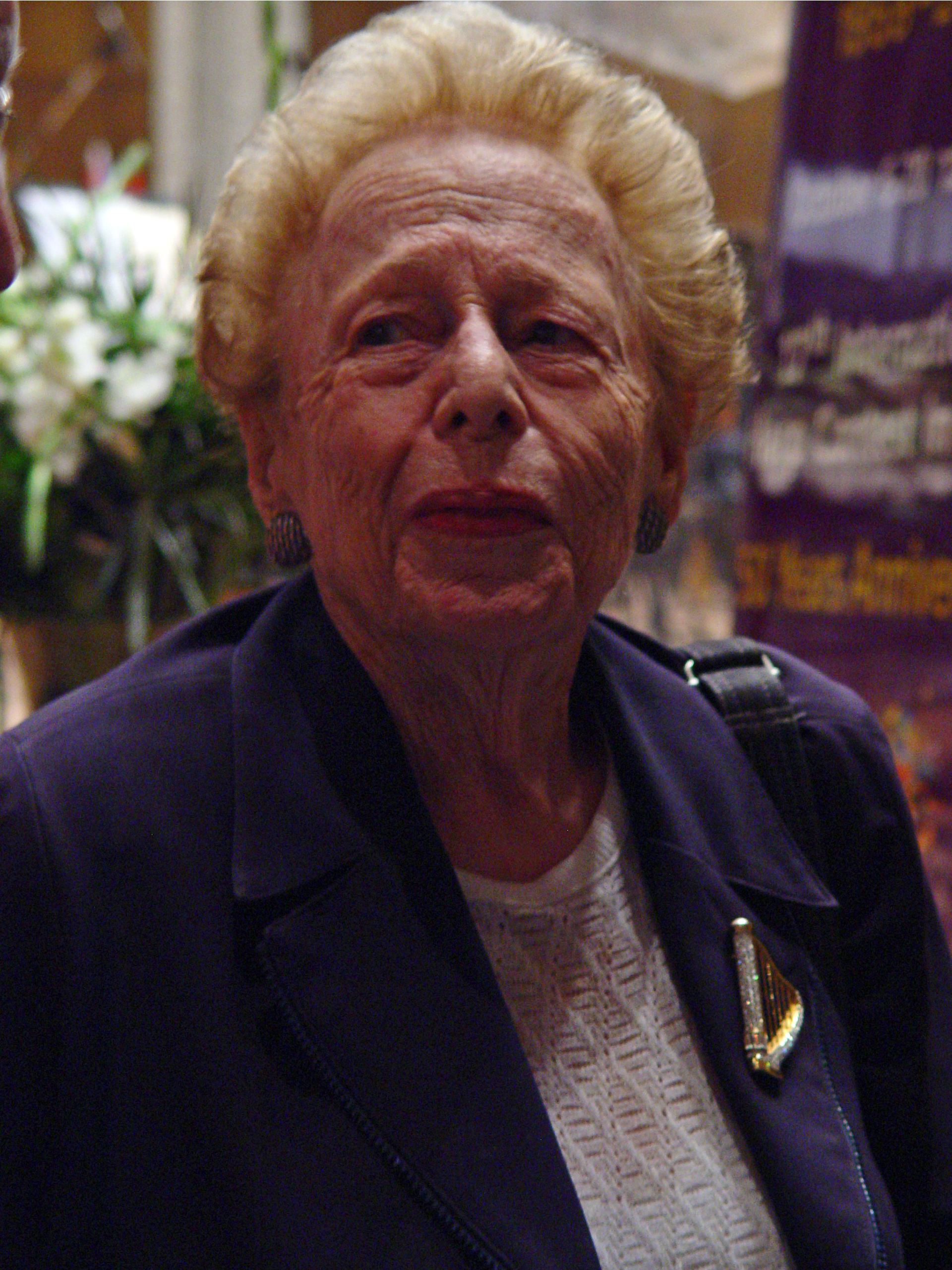
Esther Herlitz (2009)

Esther Herlitz (hebräisch אסתר הרליץ; * 9. Oktober 1921 in Berlin; † 24. März 2016) war eine israelische Diplomatin und Politikerin.

## Leben
Herlitz wurde 1921 als Tochter von Georg und Irma Herlitz in Berlin geboren. Zusammen mit ihrer jüngeren Schwester Miriam (1925–1975) besuchte sie dort ein Humanistisches Gymnasium. 1933 emigrierte die Familie in das britische Mandatsgebiet Palästina nach Jerusalem. Herlitz besuchte hier das Gymnasia ʿIvrit in Rechavia, Jerusalem, und danach die neugegründete Hebrew University High School in Beit ha-Kerem. In Palästina trat sie der Machanot ʿOlim-Jugendbewegung und Hagana bei. Nach Beendigung der Schule 1938 studierte sie am Hebrew Teachers College (heute: David Yellin Teachers Seminary). Im Anschluss unterrichtete sie an der Schule in Karkur und arbeitete in ihrer Freizeit als Sekretärin für die lokale Ortsgruppe der Women’s International Zionist Organisation.
Im Juli 1943 gab sie mit Ende des Schuljahrs ihre Stelle auf, um sich für den Auxiliary Territorial Service (ATS) der britischen Streitkräfte zu melden. Während ihres viereinhalbjährigen Dienstes war sie zuerst Ausbilderin im Sarafand Training Camp (heute Militärgelände Zrifin, 3 km östlich Rischon LeZions) und wurde später als Offizier in Ägypten aktiv. Da sie unverheiratet und kinderlos war, blieb sie bis Anfang 1946 in Ägypten stationiert. Während ihres Dienstes in den britischen Streitkräften setzte Herlitz ihre Aktivität für die Hagana fort. Als 1947 die ersten 25 Kandidaten für die von der Jewish Agency neugegründete Diplomatenschule zugelassen wurden, war sie eine von fünf Frauen in dieser Gruppe. Anfang März 1948 unterbrach sie ihre Ausbildung, um im Palästinakrieg zu kämpfen. Im Sommer desselben Jahres wurde sie auf Wunsch von Mosche Scharett freigestellt und begann im israelischen Außenministerium in Tel Aviv tätig zu werden. 1950 wurde Herlitz Erste Sekretärin an der israelischen Botschaft in Washington, D.C. Später wurde sie nach New York versetzt, wo sie von 1955 bis 1958 israelische Konsulin war.
Nach ihrer Rückkehr nach Israel im März 1958 ließ sich Herlitz für vier Jahre freistellen, um am Aufbau des International Department of Mapai mitzuarbeiten. 1959 wurde sie in den Stadtrat von Tel Aviv gewählt und war dort von 1960 bis 1964 Vorsitzende des Kulturkomitees. Ab 1962 arbeitete sie wieder im Außenministerium, mit einer kurzen Unterbrechung 1965, als sie erfolglos für einen Sitz in der Knesset kandidierte. 1966 wurde Herlitz als zweite Frau überhaupt israelische Botschafterin. Sie vertrat ihr Land bis 1971 in Dänemark. 1972 gründete Herlitz das Center for Volunteer Services, dem sie bis 1978 auch vorsaß.
Im Jahre 1973 erfolgte ihre Wahl in die Knesset für die Avoda. Bei den nächsten Wahlen 1977 konnte Herlitz ihr Mandat jedoch nicht verteidigen. 1979 wurde sie erneut Knesset-Abgeordnete, als sie am 14. August für den verstorbenen Jehoschua Rabinowitz nachrückte. Nach einer erfolglosen Kandidatur bei den Wahlen 1981 schied sie aus dem Parlament aus.
Von 1977 bis 1981 war Herlitz Sekretärin der Ortsgruppe von Naʿamat in Tel Aviv. Des Weiteren gehörte sie dem Zentralkomitee von Naʿamat an. 1994 veröffentlichte sie ihre Autobiografie Esther – or what can a Women Accomplish.

## Auszeichnungen
- 1996: Ehrenbürgerin von Tel Aviv
- Prime Minister’s Shield for Voluntarism
- 1999: Ehrendoktorwürde des Hebrew Union College
- 2003: Woman of Distinction Award verliehen von Hadassah
- Bundesverdienstkreuz 1. Klasse
- 2015: Israel-Preis in der Kategorie Lifetime Achievement[2]